# Kamel Chouaref
Kamel Chouaref (ou Lotfi Kamel Chouaref), né le 22 novembre 1969 à Nador  (Maroc), est un sportif français d’origine marocaine pratiquant différentes boxes pieds-poings et ayant obtenu de très nombreux titres de champion du monde, champion d'Europe et champion de France dans ces différentes disciplines, la plupart dans les années 1990. Il boxait dans les catégories légers et super-légers. Surnommé le « Monsieur 100 000 volts » des sports de combat, il est l'un des sportifs les plus titrés au monde dans les catégories pieds-poings.

## Carrière
Kamel Chouaref arrive en France à l'âge de quatre ans, ses parents étant restés au Maroc ; il habite chez sa tante à Paris. En 1985, alors encore passionné par le football (neuf ans de football, meilleur buteur de son équipe sur une saison), il commence sa carrière de boxeur au Kajyn Club. Son entraîneur le trouve si doué qu'il lui paie sa cotisation.Son premier combat en boxe française a lieu en juin 1985 à Athis-Mons : après plusieurs combats, Chouaref décide d'arrêter complètement la pratique du football pour se consacrer complètement aux sports de combat. Il pratiquera également un temps la boxe anglaise.
Le choix du sport à haut niveau lui permet en 1990 de faire ses classes au bataillon de Joinville et ainsi de passer par l’INSEP, entre 1990 et 1992, pour suivre un cursus sport étude qui lui permettra d’obtenir deux diplômes d’État et de se concentrer sur sa carrière sportive professionnelle. Pour la pratique du sport, il s'établira d'abord au CS Clichy, puis à Levallois.

### Savate/boxe française
Après avoir conquis les titres régionaux, membre de l'équipe de France, Chouaref décroche son premier titre de champion de France en 1987,. Il gardera ce titre les trois années suivantes, puis sera vice-champion en 1991 et à nouveau champion entre 1992 et 1996. Il redeviendra vice-champion en 1997 et en 1998, date de son dernier titre dans cette discipline.
Durant cette période, il sera également vainqueur de la Coupe de France de style en 1988, 1992 et 1993, et sera sacré meilleur combattant en 1987 et 1988 et meilleur styliste en 1988 (Trophée Solignac)et 1992. Il participera également aux Internationaux de France en 1991.
Sur le plan international, il devient champion d'Europe junior en 1989. Il décroche son premier titre européen senior en 1990 et récidivera tous les deux ans jusqu'en 1996 inclus. Il sera sacré champion du monde en 1993 et en 1995.
Distinction honorifique, il recevra 5 fois le Katana d’or décerné au meilleur boxeur de l’année toutes catégories confondues,. Il sera également invité aux Jeux olympiques de Barcelone en 1992, ainsi qu'aux Jeux olympiques d'Atlanta en 1996 et aux Jeux Olympiques d'Athènes en 2004.
Il tentera en 1990 sa seule incursion dans la catégorie super-plumes, afin de rencontrer son camarade Sébastien Farina, champion de cette catégorie. Mais Farina se casse la main et doit déclarer forfait, rendant caduque la tentative de Chouaref, qui restera désormais léger.

### Kick-boxing
Il commence le kick-boxing américain au Kajyn club en 1985, en même temps que la savate, avec André Zeitoun qui sera son préparateur pour les championnats du monde et les combats professionnels à partir de 1998.
Il décroche son premier titre de champion de France en 1988 et son premier titre de champion d’Europe en 1990. Champion de France pro WKA (1988, 1989 et 1990), champion d’Europe pro WKA (1990), il devient champion du monde WKA en 2003.
Bien que le kick-boxing offre des bourses plus importantes que la savate boxe française, il mettra sa carrière de kick-boxeur entre parenthèses quelques années, notamment parce que la reconnaissance de la savate boxe française par le ministère des Sports permet de recevoir des bourses du ministère et du CNOSF, ainsi que des bourses fédérales en fonction des résultats, et surtout que le Ministère le rémunère en tant qu'athlète de haut niveau. Il reprend du service en 1997.

#### Le pari des ceintures
Souhaitant marquer son nom dans cette discipline reconnue mondialement, et être l’un des meilleurs boxeurs polyvalent titré dans différentes boxes pieds-poings, Kamel Chouaref se lance un challenge : obtenir les ceintures de chacune des fédérations reconnues mondialement dans la discipline du kick-boxing. Il va chercher sa première victoire à Cherbourg en 1997 auprès du champion du monde WAKO, Bruno Chesnot, tenant du titre de la catégorie depuis 1992. Après sa victoire, il garde le titre les deux années suivantes (1998 et 1999). Il remporte également les ceintures WPKL (1997, 1998, 1999 et 2000), ISKA (1998, 1999 et 2000), et à nouveau WKA (2003).

### Full-contact
Il se mettra également à pratiquer le full-contact, étant un véritable boulimique des sports de combat, et connaîtra un parcours similaire aux autres disciplines pratiquées : membre de l’équipe de France de full-contact, il participe aux Championnats du monde amateurs en 1990 à Venise. Il y fait cinq combats en trois jours et perd son dernier combat par disqualification en assénant à son adversaire un low-kick, ce qui n'est pas autorisé en full-contact. Il ne décroche donc que la Médaille d'argent, le titre de vice-champion.
Il sera également champion d'Europe et du monde WKN en 2000 et en 2001. Pour le Championnat du monde 2000, il gagne son combat contre Charles Aubry (Suisse) par jet de l'éponge au 7e round à la suite d'une fracture du nez du Suisse.

## Pratique
Sa souplesse, sa fluidité et sa rapidité d’exécution seront ses atouts majeurs pour remporter ses combats, un style qui lui vaudra le surnom de « Mr 100 000 volts » et celui du « Mozart de la Savate » en étant l'un des sportifs les plus titrés au monde dans les catégories pieds-poings, notamment en boxe française, qu’il a portée à un haut niveau de perfection (il a notamment battu le record de titres détenus et est considéré comme possédant le plus beau palmarès de ce sport).
Les propositions de contrats publicitaires et de sponsors s’enchaînent, notamment après ses victoires en kick-boxing. Il signera notamment avec les équipementiers, boutiques et marques suivantes[source insuffisante] : Sport 7, Safar Tours (compagnie aérienne), Adidas, Walter , Baliston, [réf. nécessaire]Sphinx USA, SDI et surtout Redskins.
En parallèle de sa carrière, Kamel Chouaref mène auprès des jeunes un grand travail d'insertion. Il participe à des associations et festivals,. Il rencontre les présidents de la République François Mitterrand et Jacques Chirac, ainsi que les rois du Maroc Hassan II et Mohammed VI. Ce dernier lui remettra d'ailleurs l'ordre du Ouissam El Alaouite,[source insuffisante].

## Fin de carrière
En 2003, après trois ans passés loin des rings, il met fin à une carrière auréolée de succès en organisant son dernier combat. Et c’est dans son pays d’origine, au palais des Congrès de Marrakech (sous l'égide de Mohammed VI) qu’il donne ce combat, le 23 mars. Ce dernier combat l'oppose d'ailleurs au champion du monde WKA, seule ceinture qui manque à son palmarès.
En 2009, la nouvelle salle de boxe de la ville de Sèvres ouvre ses portes et, en hommage au temps où Chouaref préparait ses combats dans l'ancienne salle, est baptisée le 7 juin la salle « Kamel Chouaref, champion du monde de boxe française savate, kick-boxing et full contact ».
Grâce aux diplômes obtenus à l'INSEP, Chouaref peut se diriger vers le coaching et le entraînement personnalisé (pour le GIGN, la police nationale, des personnalités VIP...) . De 1995 à 2010, il est l’entraîneur du Levallois Sporting Club en boxe française et, en 1998, coordinateur au Service de la jeunesse et du sport de la ville de Clichy. Il s’oriente logiquement vers la transmission de son art en ouvrant différentes salles de boxe (le KFBC Clichy à partir de 2001 et la salle de Villeneuve-la-Garenne en 2003) . Il est également conseiller sportif chargé de mission au conseil général des Hauts-de-Seine à partir de 2003.
Il sera également l’entraîneur de l’équipe du Maroc en kick-boxing et en boxe thaïlandaise en 2005, puis l’entraîneur et sélectionneur de l’équipe de France de kick-boxing depuis 2008.

## Palmarès
Au total, Kamel Chouaref a participé à 135 combats officiels pour un résultat de 130 victoires, 4 défaites et 1 nul. Il a obtenu, dans les différentes disciplines qu'il a pratiquées, 15 titres de champion du monde, 5 titres de champion d'Europe et 12 titres de champion de France, ayant ainsi l'un des plus beaux palmarès de cette discipline.
Savate/boxe française92 combats - 89 victoires - 3 défaites
- Championnat national :
  - Champion de France : 1987, 1988, 1989, 1990, 1992, 1993, 1994, 1995, 1996.
  - Vice-champion de France : 1991, 1997, 1998.
  - Membre de l'équipe de France de 1987 à 1998.
- Compétitions :
  - Vainqueur des Internationaux France-Italie : 1990
  - Vainqueur de la Coupe de France : 1988, 1992, 1993 (meilleur styliste 1988 et 1992)
  - Vainqueur des Internationaux de France : 1991
  - Vainqueur du Défi des champions : 1993
  - Vainqueur des Internationaux Italie-Europe : 1996
- Championnat international :
  - Champion d'Europe : 1990, 1992, 1994, 1996.
  - Champion du monde : 1993 et 1995.

Kick-boxing américain35 combats - 34 victoires - 1 nul.
- Champion de France pro : 1988, 1989, 1990 (WKA)
- Champion d'Europe pro : 1990 (WKA)
- Champion du monde pro :
  - WAKO : 1997, 1998 et 1999
  - WPKL : 1997, 1998, 1999 et 2000
  - ISKA : 1998, 1999 et 2000
  - WKA : 2003

Full-contact8 combats - 7 victoires - 1 défaite
- Vice-champion du monde amateur : 1990
- Membre de l'équipe de France.
- Champion du monde : 2000 et 2001 (WKN)